# Ole Evinrude
Ole Evinrude född 19 april 1877 i Vardal vid Gjøvik, Norge, död 12 juli 1934, i Milwaukee, USA, var en norsk-amerikansk uppfinnare och industriman. Evinrude uppfann den första serietillverkade utombordsmotorn och grundade företaget  Evinrude Motors i Milwaukee 1910.

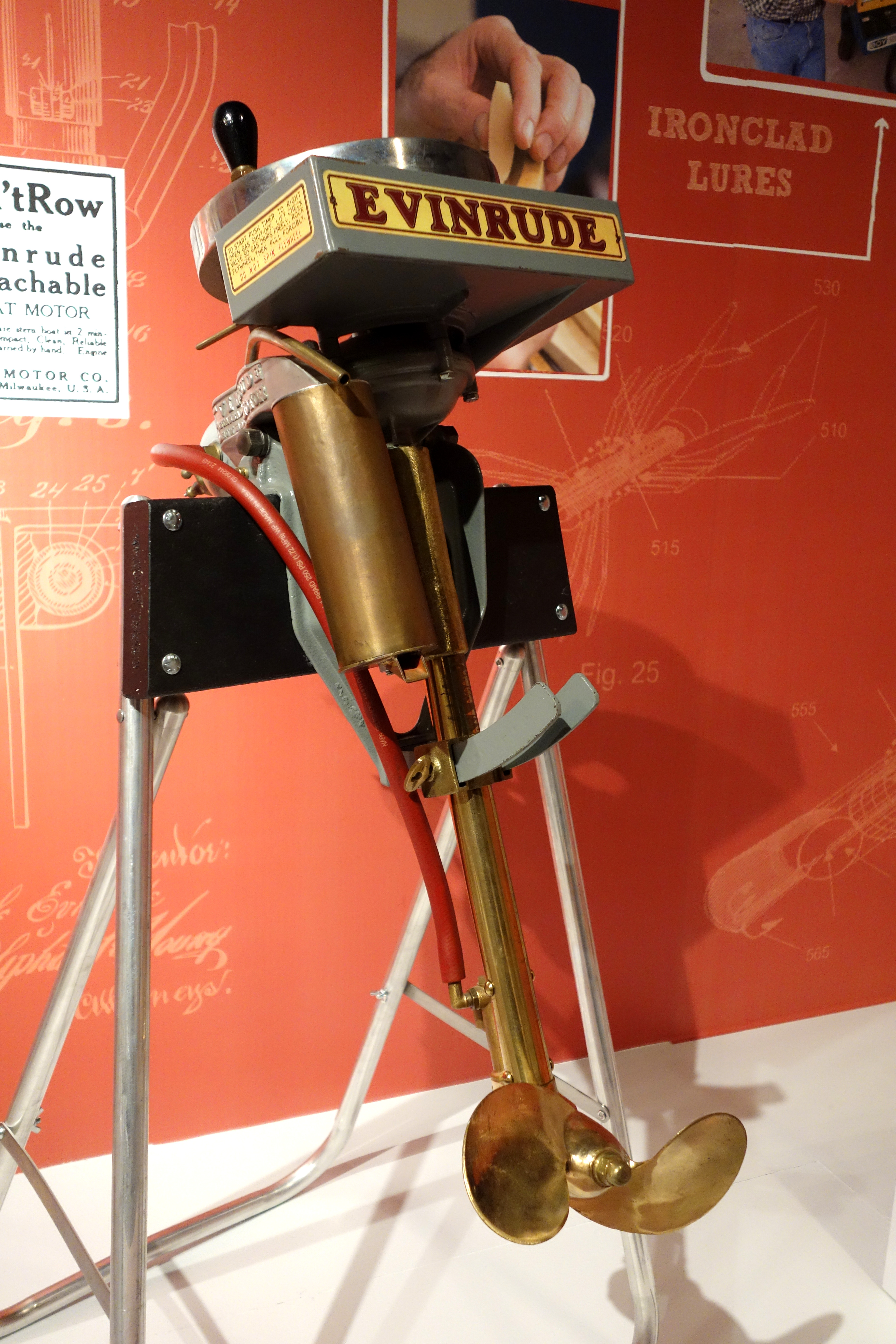
En Evinrude utombordare från 1909.

## Biografi
Ole Evinrude föddes 1877 i Vardal, Norge. Han hette ursprungligen Ole Andreassen Aaslundeie. Efternamnet Evinrude tog han efter moderns födelseplats "Evenrudstuen". Hans familj emigrerade till USA på det tidiga 1880-talet. Han gick i skolan i tre år i Wisconsin men var sedan tvungen att hjälpa till på familjens gård. Vid 16 års ålder lämnade han familjehemmet och arbetade på flera mekaniska verkstäder och ett stålverk. 1898 flyttade han till Milwaukee och arbetade bland annat som chef för EP Allis & Co. Han gifte sig 1906 med Bess Emily Cary. Året efter föddes deras enda barn, Ralph Stanley Evinrude, som kom att spela en stor roll i företaget Evinrudes utveckling.